# Polen op de Olympische Winterspelen 1924
Tijdens de Olympische Winterspelen van 1924 die in Chamonix, Frankrijk werden gehouden nam Polen deel en was hiermee een van de zestien landen die aan deze eerste Olympische winterspelen deel nam.
De Poolse delegatie bestond uit veertien ingeschreven deelnemers, waaronder één vrouw, in zes takken van sport. Zeven deelnemers namen aan de wedstrijden deel in vijf takken van sport, zij wisten geen medailles te winnen.

## Deelnemers en resultaten

### Langlaufen
De Andrzej Krzeptowski nam ook deel bij de noordse combinatie en het schansspringen, Franciszek Bujak nam ook deel bij de noordse combinatie en Szczepan Witkowski nam ook deel bij de militaire patrouille.
| Olympiër              | Discipline | Resultaat | Prestatie |
| --------------------- | ---------- | --------- | --------- |
| Franciszek Bujak      | 18 km      | 27e       | 1:42.13,0 |
| Andrzej Krzeptowski I | 18 km      | 28e       | 1:43.02,8 |
| Szczepan Witkowski    | 50 km      | 21e       | 6:25.58   |

De voor de 18 kilometer ingeschreven H. Mueckenbrunn nam niet deel.

### Militaire patrouille
Szczepan Witkowski nam ook deel bij het langlaufen.
| Olympiër                                                                   | Discipline        | Resultaat | Prestatie      |
| -------------------------------------------------------------------------- | ----------------- | --------- | -------------- |
| Stanisław Chrobak Stanisław Kądziołka Zbigniew Wóycicki Szczepan Witkowski | mannen team 30 km | dnf       | niet gefinisht |

Vier mannen, N. Daniec, S. Kondziołka, J. Tomera en W. Zielkiewicz, namen niet deel aan de wedstrijd bij de militaire patrouille.

### Noordse combinatie
Andrzej Krzeptowski nam ook deel bij het langlaufen en bij het schansspringen.
| Olympiër              | Discipline | Resultaat | Prestatie                                                   |
| --------------------- | ---------- | --------- | ----------------------------------------------------------- |
| Andrzej Krzeptowski I | mannen     | 19e       | 9.531 18 km: 5.750 (1:43.02) schans: 13.312 (33,5 + 34,5 m) |
| Franciszek Bujak      | mannen     | dnf       | niet gefinisht 18 km: 6.250 (1:42.13) schans: niet gestart  |

De bij de noordse combinatie ingeschreven H. Mueckenbrunn nam niet deel. 

### Schaatsen
| Olympiër      | Discipline                            | Resultaat          | Prestatie                             |
| ------------- | ------------------------------------- | ------------------ | ------------------------------------- |
| Leon Jucewicz | 500 m 1500 m 5000 m 10.000 m allround | 17e 15e 16e 14e 8e | 49,6 2.42,6 10.05,6 20.40,8 32 punten |

### Schansspringen
Andrzej Krzeptowski nam ook deel bij het langlaufen en in de noordse combinatie.
| Olympiër              | Discipline | Resultaat | Prestatie             |
| --------------------- | ---------- | --------- | --------------------- |
| Andrzej Krzeptowski I | mannen     | 21e       | 12.45 (33,0 + 32,0 m) |

De bij het schansspringen ingeschreven Franciszek Bujak en H. Mueckenbrunn namen niet deel.
De ingeschreven kunstschaatsers bij de paren, Pzedzymisrki en Pzedzymisrki, namen niet deel aan deze spelen.
België · Canada · Finland · Frankrijk · Groot-Brittannië · Hongarije · Italië · Joegoslavië · Letland · Noorwegen · Oostenrijk · Polen · Tsjecho-Slowakije · Verenigde Staten · Zweden · Zwitserland